# Opowieść o ubogim młodzieńcu
Opowieść o ubogim młodzieńcu (oryg. tytuł Romanzo di un giovane povero) – francusko-włoski dramat filmowy z 1995 roku w reżyserii Ettorego Scoli, który także współtworzył scenariusz obok Giacomo Scarpelli i Silvii Scola. W rolach głównych wystąpili André Dussollier, Isabella Ferrari, Alberto Sordi oraz Rolando Ravello. Zdjęcia kręcono w Rzymie. Światowa premiera odbyła się 29 września 1995 roku.

## Fabuła
Vincenzo (Rolando Ravello) jest po studiach i mimo umiejętności nadal jest bezrobotny. Sąsiad, pan Bartolini (Alberto Sordi), pewnego dnia oferuje Vincenzo robotę. Oferując mu duże pieniądze, pragnie by ten upozorował wypadek w którym miałaby zginąć jego żona. Po pewnym czasie pani Bartolini rzeczywiście umiera w wypadku. Mężczyzna podejrzewa, że sąsiad wykonał robotę, jednak męczą go wyrzuty sumienia i postanawia wydać domniemanego mordercę.

## Obsada
- André Dussollier jako prokurator Moscati
- Isabella Ferrari jako Andreina
- Alberto Sordi jako Pan Bartoloni
- Mario Carotenuto jako Picrallsi
- Rolando Ravello jako Vincenzo Persico
- Renato De Carmine jako adwokat Cantini